# Gómez Farias
Gómez Farias é um município do estado de Chihuahua, no México.